# Museo del Automóvil de Mónaco
El Museo del Automóvil de Mónaco (en francés: Musée de l'automobile de Monaco) es un museo del automóvil en el barrio de La Condamine en el principado de Mónaco.

## Historia
Los vehículos eran la colección personal del Príncipe Rainiero III de Mónaco (1923-2005) , y se reunieron en un período de treinta años . La colección contiene casi un centenar de vehículos clásicos fabricados en Europa y Estados Unidos. Algunos automóviles notables en la colección incluyen el Bugatti Type 35 conducido por William Grover -Williams que ganó el primer Gran Premio de Mónaco en 1929, y el Citroën DS3 WRC de Sébastien Loeb, que lo condujo a la victoria en el Rally de Montecarlo de 2013. 38 coches de la colección fueron puestos a subasta en 2012 debido al deseo del príncipe Alberto II de reorganizar y ampliar la colección.
Los coches se muestran en más de cinco niveles en un espacio especialmente construido en las Terrasses de Fontvieille. El museo está abierto todos los días de 10 a las 6 p. m., excluyendo el día de Navidad y el día de Año Nuevo.